# Giberville
Giberville és un municipi francès situat al departament de Calvados i a la regió de Normandia. L'any 2007 tenia 4.753 habitants.

## Demografia

### Població
El 2007 la població de fet de Giberville era de 4.753 persones. Hi havia 1.844 famílies de les quals 438 eren unipersonals (147 homes vivint sols i 291 dones vivint soles), 550 parelles sense fills, 645 parelles amb fills i 211 famílies monoparentals amb fills.
La població ha evolucionat segons el següent gràfic:
Habitants censats

### Habitatges
El 2007 hi havia 1.932 habitatges, 1.868 eren l'habitatge principal de la família, 2 eren segones residències i 62 estaven desocupats. 1.680 eren cases i 209 eren apartaments. Dels 1.868 habitatges principals, 1.048 estaven ocupats pels seus propietaris, 805 estaven llogats i ocupats pels llogaters i 15 estaven cedits a títol gratuït; 67 tenien una cambra, 82 en tenien dues, 396 en tenien tres, 684 en tenien quatre i 638 en tenien cinc o més. 1.405 habitatges disposaven pel capbaix d'una plaça de pàrquing. A 868 habitatges hi havia un automòbil i a 736 n'hi havia dos o més.

### Piràmide de població
La piràmide de població per edats i sexe el 2009 era:
| Homes | Edats   | Dones |
| ----- | ------- | ----- |
| 0     | 95 o +  | 4     |
| 0     | 90 a 94 | 12    |
| 8     | 85 a 89 | 48    |
| 20    | 80 a 84 | 24    |
| 36    | 75 a 79 | 52    |
| 112   | 70 a 74 | 96    |
| 116   | 65 a 69 | 144   |
| 100   | 60 a 64 | 140   |
| 100   | 55 a 59 | 88    |
| 148   | 50 a 54 | 164   |
| 212   | 45 a 49 | 200   |
| 188   | 40 a 44 | 164   |
| 148   | 35 a 39 | 200   |
| 128   | 30 a 34 | 180   |
| 144   | 25 a 29 | 100   |
| 136   | 20 a 24 | 172   |
| 200   | 15 a 19 | 180   |
| 140   | 10 a 14 | 204   |
| 120   | 5 a 9   | 156   |
| 132   | 0 a 4   | 92    |

## Economia
El 2007 la població en edat de treballar era de 3.064 persones, 2.285 eren actives i 779 eren inactives. De les 2.285 persones actives 2.070 estaven ocupades (1.078 homes i 992 dones) i 215 estaven aturades (99 homes i 116 dones). De les 779 persones inactives 270 estaven jubilades, 283 estaven estudiant i 226 estaven classificades com a «altres inactius».

### Ingressos
El 2009 a Giberville hi havia 1.917 unitats fiscals que integraven 4.957 persones, la mediana anual d'ingressos fiscals per persona era de 16.862 €.

### Activitats econòmiques
Dels 198 establiments que hi havia el 2007, 2 eren d'empreses extractives, 2 d'empreses alimentàries, 2 d'empreses de fabricació de material elèctric, 1 d'una empresa de fabricació d'elements pel transport, 12 d'empreses de fabricació d'altres productes industrials, 30 d'empreses de construcció, 59 d'empreses de comerç i reparació d'automòbils, 12 d'empreses de transport, 7 d'empreses d'hostatgeria i restauració, 2 d'empreses d'informació i comunicació, 6 d'empreses financeres, 8 d'empreses immobiliàries, 30 d'empreses de serveis, 16 d'entitats de l'administració pública i 9 d'empreses classificades com a «altres activitats de serveis».
Dels 47 establiments de servei als particulars que hi havia el 2009, 1 era una oficina de correu, 1 funerària, 8 tallers de reparació d'automòbils i de material agrícola, 3 autoescoles, 5 paletes, 3 guixaires pintors, 1 fusteria, 8 lampisteries, 5 electricistes, 2 empreses de construcció, 2 perruqueries, 2 veterinaris, 3 restaurants, 1 agència immobiliària i 2 salons de bellesa.
Dels 7 establiments comercials que hi havia el 2009, 1 era un hipermercat, 1 una botiga de menys de 120 m², 2 carnisseries, 1 una peixateria, 1 una botiga de mobles i 1 una joieria.
L'any 2000 a Giberville hi havia 5 explotacions agrícoles.

## Equipaments sanitaris i escolars
Els 2 equipaments sanitaris que hi havia el 2009 eren farmàcies.
El 2009 hi havia 1 escola maternal i 1 escola elemental. Giberville disposava d'un col·legi d'educació secundària amb 511 alumnes.

## Poblacions més properes
El següent diagrama mostra les poblacions més properes.